# Horst Martin
Horst Martin (* 3. Oktober 1946 in Bevensen) ist ein Generalleutnant außer Dienst der Luftwaffe der Bundeswehr.

## Leben
Martin trat nach seinem Abitur 1967 in die Luftwaffe ein. Hier war er von 1971 bis 1974 Luftfahrzeugführer im Jagdbombergeschwader 34 in Memmingen, ging dann für zwei Jahre als Fluglehrer an die Waffenschule 10 in Jever. Von 1976 bis 1979 war er Fluglehrer 1 der deutschen Ausbildungsstaffel USA in Arizona, kam dann bis 1982 als Einsatzoffizier zurück in das Jagdbombergeschwader 34. Er besuchte den 27. Generalstabslehrgang Luftwaffe (1982 bis 1984) an der Führungsakademie der Bundeswehr in Hamburg. Nach dem Abschluss des Lehrgangs wurde er persönlicher Stabsoffizier beim Commander Allied Air Forces Central Europe (COMAAFCE) in Ramstein. Ab 1986 war er erst als stellvertretender, später als regulärer Kommandeur der Fliegende Gruppe des Jagdbombergeschwaders 34 eingesetzt. 1989 wurde er A3 bei der 1. Luftwaffendivision und SOO Air Tactical Operations Centre (ATOC) 4 in Meßstetten. Als Referent war er 1991/92 im Fü S III 1 im Bundesverteidigungsministerium in Bonn. Von Oktober 1992 bis Ende August 1994 war Martin Kommodore des Jagdbombergeschwaders 31 in Nörvenich. Anschließend ging er bis 1996 als A3 zum Luftwaffenführungskommando nach Köln-Wahn. Ab Juni 1996 war er Leiter der Stabsabteilung III im Führungsstab der Luftwaffe.
Von 2000 bis zum 30. September 2002 war Martin war Kommandeur der 3. Luftwaffendivision (neu) in Berlin-Gatow. Anschließend übernahm er das Kommando Operative Führung Luftstreitkräfte in Kalkar am Rhein und wurde zugleich Kommandeur des Führungsgefechtsstands der NATO. Ab Anfang 2004 war er stellvertretender Befehlshaber des Kommandos Alliierte Luftstreitkräfte der NATO in Ramstein. Mit Ablauf des Juni 2007 wurde er in den Ruhestand versetzt.
Martin ist verheiratet und hat zwei Kinder.